# Stazione di Glarona
La stazione di Glarona (in tedesco Bahnhof Glarus) è la principale stazione ferroviaria a servizio dell'omonima città svizzera. È gestita dalle Ferrovie Federali Svizzere.